# Regió de Zanzibar Nord
Zanzibar Nord és una de les trenta regions administratives en les quals està dividida la República Unida de Tanzània. La seva principal població és la ciutat de Mkokotoni.

## Districtes
Aquesta regió es troba subdividida internament en dos districtes:
- Unguja Nord A
- Unguja Nord B

## Territori i població
La regió de Zanzibar Nord té una extensió de territori que abasta una superfície de 470 quilòmetres quadrats. A més aquesta regió administrativa té una població de 136.953 persones. La densitat poblacional és de 291 habitants per cada quilòmetre quadrat de la regió.